# BMW 2004
 (décembre 2022).
La BMW 2004 et la moins puissante BMW 1804 sont des voitures de la catégorie des grandes routières qui ont été construites par BMW Afrique du Sud en 1973/1974 en tant que successeurs des modèles 2000 SA et 1800 SA.

## Présentation
La BMW 2004 était équipée du moteur de la BMW 2000, qui était fabriquée en Allemagne jusqu’en 1972. Il s’agissait d’un moteur quatre cylindres en ligne d’une cylindrée de 1 990 cm3 (alésage x course = 89 mm x 80 mm) et d’une puissance de 74 kW (100 ch) à 5 800 tr/min, associé à une transmission manuelle à 4 rapports avec décalage central (type 2004) ou une boîte de vitesses automatique à 3 rapports (type 2004 A).
La BMW 1804 était équipée d’un moteur quatre cylindres en ligne d’une cylindrée de 1 767 cm3 et d’une puissance de 66 kW (90 ch) à 5 800 tr/min.
Produite exclusivement en berline 4 portes, la carrosserie de la voiture était basée sur celle de la Glas 1700. L’avant présentait la calandre et les clignotants de la BMW 2800 CS et les doubles phares de la BMW 520. Les feux arrière provenaient également de la BMW 520.

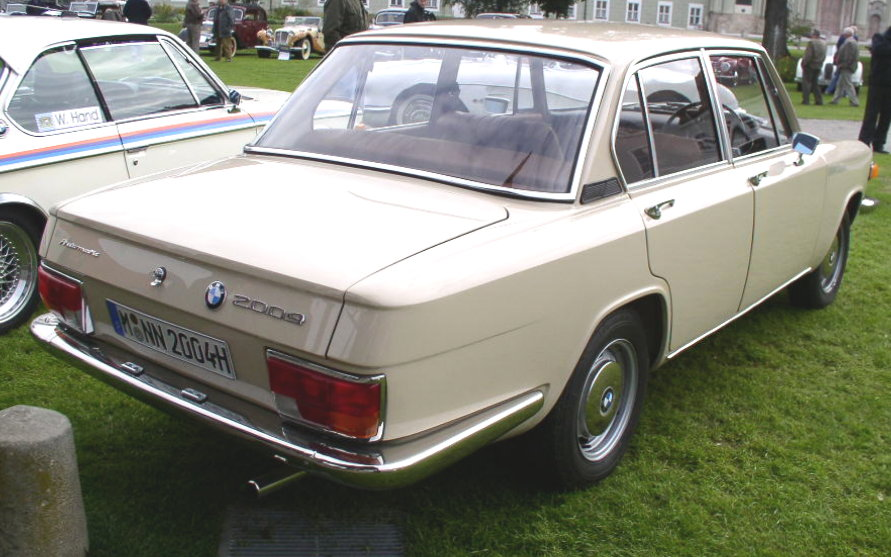
Vue arrière de la BMW 2004.

1 404 exemplaires ont été construits en deux ans, dont 588 avec transmission automatique.